# Boris Vallée
Boris Vallée (Verviers, 3 de junio de 1993) es un ciclista belga que fue profesional entre 2012 y 2021.

## Palmarés
2013
- Gran Premio Criquielion

2016
- 2 etapas del Tour de Bretaña
- 1 etapa de la Ronde de l'Oise
- 1 etapa del Tour de Valonia

2018
- Tour del Lago Taihu[3]